# Márton Fucsovics
Márton Fucsovics (maghiară Fucsovics Márton; n. 8 februarie 1992) este un jucător maghiar de tenis. Cea mai bună clasare la simplu în clasamentul ATP este locul 31 mondial, în martie 2019. A câștigat două titluri ATP la simplu, dintre care Țiriac Open 2024.